# Sassenberg
Sassenberg (pronunciación en alemán: /ˈzasn̩ˌbɛʁk/ⓘ) es una ciudad situada en el distrito de Warendorf, en el estado federado de Renania del Norte-Westfalia (Alemania). Tiene una población estimada, a fines de agosto de 2023, de 14 577 habitantes.
Está ubicada al norte del estado, en la región de Münster, cerca de la orilla del río Ems y la frontera con el estado de Baja Sajonia.